# Novyj Uzen
Novyj Uzen (ryska: Новый Узень, kazakiska: Zhangaözen) är en ort i Kazakstan. Den ligger i oblystet Mangghystau, i den västra delen av landet, 1 600 km sydväst om huvudstaden Astana. Novyj Uzen ligger 219 meter över havet och antalet invånare är 103 598.
Terrängen runt Novyj Uzen är huvudsakligen platt, men åt nordväst är den kuperad.  Trakten runt Novyj Uzen är nära nog obefolkad, med mindre än två invånare per kvadratkilometer. Det finns inga andra samhällen i närheten. Trakten runt Novyj Uzen är ofruktbar med lite eller ingen växtlighet.